# Тонаригуми

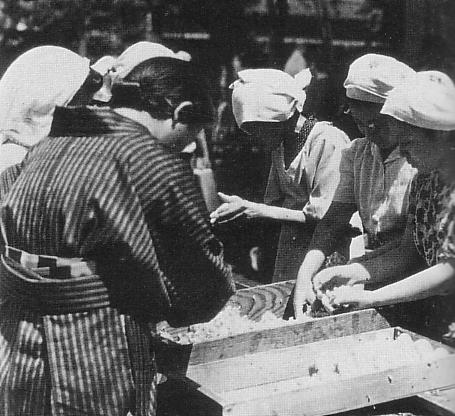
Срочное кормление рисом хозяйками тонаригуми

Ассоциация соседей (яп. 隣組 Тонаригуми) была самым маленьким подразделением национальной мобилизационной программы, учрежденной японским правительством во время Второй мировой войны. Она состояла из отрядов по 10-15 хозяйств, организованных для пожаротушения, гражданской обороны и внутренней безопасности.

## История и развитие
Соседские ассоциации взаимопомощи существовали в Японии еще до периода Эдо . Система была официально учреждена 11 сентября 1940 года по приказу Министерства внутренних дел в рамках Ассоциации помощи трону . Участие было обязательным. Каждое подразделение отвечало за распределение нормированных товаров и государственных облигаций, тушение пожаров, общественное здравоохранение и гражданскую оборону. Каждое подразделение также отвечало за оказание помощи Национальному движению духовной мобилизации, распространяя правительственную пропаганду и участвуя в патриотических митингах.
Правительство также сочло тонаригуми полезным для поддержания общественной безопасности . Была создана сеть информаторов, связывающих каждую ассоциацию с полицией Токко, чтобы следить за нарушениями законов и политическим или моральным поведением граждан.
Тонаригуми также были организованы на территориях, оккупированных Японией, включая Маньчжоу-Го, Мэнцзян, а затем на оккупированных территориях Юго-Восточной Азии.
Во время войны на Тихом океане тонаригуми прошли базовую военную подготовку, чтобы наблюдать за вражескими самолетами над городами или подозрительными лодками на побережье. На заключительных этапах войны имперское правительство, в случае вторжения врага, намеревалось сформировать из тонаригуми ополчение. Некоторые тонаригуми принимали участие в боях в Маньчжоу-Го, северном Чосене и Карафуто в последние дни Тихоокеанской войны.
Официально отменённая в 1947 году американскими оккупационными властями, система тонаригуми сохранилась в форме тёнайкай или дзидзикай, которые, номинально являясь независимыми общественными ассоциациями, сохраняют квази-правительственный статус (они имеют ограниченную ответственность за местные администрации и координации деятельности, такие как соседский дозор и ликвидация последствий стихийных бедствий).